# Касянчук Іван Дмитрович
Іван Дмитрович Касянчук (Касіянчук, Кас'янчук) (нар. 1932, тепер Надвірнянського району Івано-Франківської області — ?) — український радянський діяч, новатор виробництва, бригадир столярного цеху, майстер-деревообробник Ділятинського лісокомбінату Надвірнянського району Івано-Франківської області. Депутат Верховної Ради УРСР 6—7-го скликань.

## Біографія
Народився в селянській родині.
З 1948 року — учень столяра, столяр, бригадир столярного цеху, майстер-деревообробник Ділятинського лісокомбінату Надвірнянського району Івано-Франківської області. Зміна столярів, яку він очолював, одною з перших почала випуск бездефектної продукції.
Член КПРС.